# Nicolas Bousmard
Nicolas Bousmard, né en 1512 à Xivry-le-Franc et mort le 10 avril 1584 à Verdun, est un prélat français, évêque de Verdun au XVIe siècle. 

## Biographie
Nicolas Bousmard est grand prévôt de Montfaucon, archidiacre d'Argonne et doyen de la collégiale de la Madeleine à Verdun. Sous la pression du duc de Lorraine, il remplace en 1575 Nicolas Psaume, évêque de Verdun, malgré l'opposition du chapitre.

## Source
- Nicolas Roussel, Histoire ecclésiastique et civile de Verdun, Paris,  1745